# Emiliano Zapata (Reforma)
Emiliano Zapata es una localidad del municipio de Reforma ubicado en el noroeste del estado mexicano de Chiapas.

## Geografía
La localidad de Emiliano Zapata se sitúa en las coordenadas geográficas 17°52′13″N 93°10′30″O / 17.870278, -93.175000, a una elevación de 30 metros sobre el nivel del mar.

## Demografía
Según el Conteo de Población y Vivienda 2020, efectuado por el Instituto Nacional de Estadística y Geografía, la localidad de Emiliano Zapata tiene 313 habitantes, de los cuales 155 son del sexo masculino y 158 del sexo femenino. Su tasa de fecundidad es de 2.34 hijos por mujer y tiene 75 viviendas particulares habitadas.
| Gráfica de evolución demográfica de Emiliano Zapata entre 1990 y 2020 |
|                                                                       |
| INEGI.                                                                |